# فوزينوبريل
فوزينوبريل (بالإنجليزية: Fosinopril)‏ من خافضات ضغط الدم من زمرة مثبط الأنزيم المحول للأنجيوتنسين. يسوق من قبل شركة بريستول مايرز سكويب تحت الاسم التجاري مونوبريل (بالإنجليزية: Monopril)‏.

## آلية التأثير
يمنع بشكل تننافسي الأنزيم المحول للأنجيوتنسين 1 من تحويل الأنجيوتنسين 1إلى الأنجيوتنسين 2 وهو مادة مقبضة قوية للأوعية الدموية ويحرض تحرر الألدستيرون.
ونتيجة تثبيط الأنزيم المحول هي انخفاض إعادة امتصاص الصوديوم واستبقاء البوتاسيوم وانخفاض ضغط الدم.

## الاستعمال
فرط الضغط الدموي، والفشل القلبي.

## الجرعة
فرط الضغط الدموي الجرعة المبدئية 10 ملغ كل يوم فموياً ثم جرعة المتابعة (الصيانة) من 20 إلى 80 ملغ كل يوم؛ وإن لم تكن كافية فمن الممكن تقسيم الجرعة إلى جزئين.
أما لعلاج الفشل القلبي : فالجرعة المبدئية 10ملغ فموياً كل يوم وتزاد خلال عدة أسابيع. والمجال الاعتيادي من 20 إلى 40 ملغ كل يوم. ولا يجوز تجاوز جرعة 40 ملغ كل يوم.

## التآثرات (التداخلات)
ألوبيورينول تزداد احتمالية فرط التحسس بتناولهما معاً
مضادات الحموضة قد ينخفض التوافرالحيوي للفوزينوبريل.
ديجوكسين قد تزيد مستويات الديجوكسين بالدم.
الإندوميتاسين قد تنقص التأثيرات الخافضة للضغط
الليثيوم زيادة مستويات الليثيوم واحتمال ظهور أعراض التسمم بالليثيوم.
البوتاسيوم ومدرات مستبقية للبوتاسيوم قد تزيد مستويات البوتاسيوم في المصل

## التفاعلات الضارة
القلبية الوعائية : انخفاض ضغط الدم الانتصابي.
جملة عصبية مركزية : ألم رأس، دوخة، تعب.
معدي معوي : غثيان، قيء، إسهال.
الدم نقص الهيموغلوبين (عابر)، وقلة العدلات، وقلة الكريات البيض، وكثرة اليوزينيات، فرط بوتاسيوم الدم، وانخفاض صوديوم الدم.
التنفس : السعال.

## احتياطات
الحمل : من الفئة د (في الأثولوث الثاني والثالث)، ومن الفئة ج (الأثلوث الأول)
الإرضاع : يفرز الدواء في الحليب.
الأطفال : لم يؤكد الفعالية أوالسلامة.
وذمة وعائية : قد تحدث؛ ولذلك يجب استعمال الدواء بحذر شديد عن المرضى الذين لديهم تاريخ عائلي للإصابة بالوذمة الوعائية.
اختلال كبدي : قد يسبب ارتفاع مستوى البلازما ولذلك يجب الرقابة اللصيقة وخفض الجرعة.
انخفاض الضغط من أول جرعة : قد تحدث انخفاضات ضغط كبيرة من أول جرعة وبالأخص في المرضى المستنفدين من الملح أو الحجم (حجم الدم) أو المصابين بالفشل القلبي وللك يجب مراقبة المريض عن قرب أو ساعتين على الأقل من بداية استعمال الدواء وخلال أول أسبوعين من المعالجة، ويمكن خفض الاختطار بوقف المدرات، أو خفض جرعة الدواء، أو زيادة الملح المتناول قبل أسبوع تقريباً من ابتداء العلاج بالفوزينوبريل.
قد يحدث أحياناً قلة العدلات وندرة المحببات والاختطار يزيد مع الاعتلال الكلوي والفشل القلبي أو الكبت المناعي؛ ولهذا يراقب تعداد الكريات البيض بشكل متكرر.
الاختلال الكلوي تخفض جرعة الدواء وعدد مرات إعطائها، وفي القصور الكلوي توجد مستويات مرتفعة من نتروجين اليوريا الدموي وكرياتنين المصل بسبب من إرواء الكلية غير الكافي؛ ولذا راقب الوظيفة الكلوية خلال الأسابيع الأولى من المعالجة وعدل الجرعة.

## إرشادات
- يمكن تناول الدواء بغض النظر عن الوجبات
- إذا كان المريض يتناول مدرات عليه إيقافها قبل يومين إلى ثلاثة أيام من بدء العلاج بالفوزينوبريل، وإن تعذر إيقاف المدر يجب إنقاص جرعة الفوزينوبريل المتناول.
- تأكد من مستويات الأيونات في الدم ونتروجين يوريا الدم والكرياتنين وتعداد كريات الدم قبل بدء العلاج وراقبها بانتظام خلال المعالجة.
- راقب ضغط المريض ونبضه قبل المعالجة وبانتظام خلالها.
- ينبه المريض إلى عدم استعمال بدائل ملح الطعام أو مواد تحوي بوتاسيوم دون استشارة طبيبه
- ينبه المريض إلى احتمال إحساسه بقليل من التعب في بداية العلاج وإن استمر أو ازداد فعليه مراجعة الطبيب
- يحذر المريض من احتمال حدوث سعال مزمن وبالأخص المريضات النساء، وأن هذا السعال لا يعالج ذاتياً بل يراجع الطبيب بشأنه.
- يحذر المريض من احتمال حدوث ألم رأس أو خفة رأس في بداية العلاج ويحذر من تغيير الوضع المفاجئ والحمام الساخن ويشجع على الاتصال بالطبيب إن زادت الأعراض أو حصل إغماء.
- يجب إبلاغ الطبيب بحدوث دوخة أو إغماء عند النهوض أو سعال مستمر أو أي عرض آخر غير اعتيادي كانتفاخ العينين أو الوجه أو الشفتين أو اللسان أو البلعوم، أو حدوث صعوبة بالتنفس أو الكلام أو البلع أو أعراض العدوى (الحرارة، ألم حلق).

## صفحات مشابهة
- خافضات ضغط الدم
- فيراباميل
- أملودبين
- دواء أتنولول
- إنالابريل
- كابتوبريل